# 高時福
高 時福（コ・シボク、고시복）は日本統治時代の朝鮮の独立運動家、大韓民国の軍人。別名は高一鳴。

## 経歴
1911年、黄海道安岳に生まれる。1931年、日本の中京商業学校を卒業。後に上海に亡命。金九の韓人愛国団に加入し、国内外で軍資金募集、密偵処断、機密文書の受け渡しなどの活動をした。
1936年6月、中央陸軍軍官学校第10期卒業。中国軍第9師に服務し、対日戦に参加。日中戦争が勃発すると、徐州や南口などの戦闘に参加した。
1939年、軍事特派団員として西安で活動。
1940年9月、光復軍が創設されると総司令部副官。西安総司令部幹部や第2支隊幹部を歴任し、綏遠省包頭で工作活動。
1942年12月24日、臨時政府軍務部員。
1943年3月30日、臨時政府内務部総務科長。
1944年5月31日、臨時政府内務部民政科長。
1945年4月、光復軍総司令部に勤務。
1946年12月、警備士官学校第2期卒業、任少尉（軍番10343番）。
1947年、警備士官学校行政部長。
1949年6月18日、第7連隊長（中佐）。
1950年6月10日、第6師団参謀長。
1950年9月26日、ソウル地区兵事区司令官。
1950年10月25日、第30連隊長（大佐）。
1951年2月27日、江原道地区兵事区司令官。
1953年4月26日、ソウル地区兵事区司令官。
1953年5月8日、江原道地区に出張中、原州で心臓麻痺により死亡。
1967年4月14日、国立ソウル顕忠院将軍墓域に安葬。植民地時代の独立運動に参加していたが、独立有功者に認められたのが1977年のため、独立有功者墓域ではなく将軍墓域に埋葬された。
1977年、建国褒章を受章。
1990年、建国勲章愛国章を受章。